# Distretto di Mueang Loei
Il distretto di Mueang Loei (in thailandese: เมืองเลย) è un distretto (amphoe) della Thailandia, situato nella provincia di Loei, della quale è il capoluogo.